# (4743) Kikuchi
(4743) Kikuchi – planetoida z pasa głównego asteroid okrążająca Słońce w ciągu 3,41 lat w średniej odległości 2,27 j.a. Odkryli ją Tetsuya Fujii i Kazurō Watanabe 16 lutego 1988 roku w Kitami. Jej nazwa pochodzi od Ryoko Kikuchi (ur. 1964) – dublerki pierwszego japońskiego kosmonauty, Toyohiro Akiyamy.